# Minimum egzystencji
Minimum egzystencji – koszyk dóbr, niezbędnych do podtrzymania funkcji życiowych człowieka i sprawności psychofizycznej. Uwzględnia on jedynie te potrzeby, których zaspokojenie nie może być odłożone w czasie, a konsumpcja niższa od tego poziomu prowadzi do biologicznego wyniszczenia i zagrożenia życia. W skład koszyka minimum egzystencji wchodzą potrzeby mieszkaniowe i artykuły żywnościowe. Łączny koszt nabycia (zużycia) tych dóbr określa wartość koszyka, która stanowi granicę ubóstwa skrajnego.
W Polsce minimum egzystencji, zwane też „minimum biologicznym”, szacowane jest od 1995 przez Instytut Pracy i Spraw Socjalnych tzw. IPiSS. Podobnie, jak w przypadku minimum socjalnego, IPiSS ustala wartość koszyka minimum egzystencji oddzielnie dla 6 typów pracowniczych gospodarstw domowych (od rodziny 1-osobowej do 5-osobowej) oraz 2 typów gospodarstw emeryckich (1- i 2-osobowych). Na stronie instytutu obecne są dane archiwalne z lat 2006 – 2017, a w arkuszach tabel także od 1993 r.

## Dane z poszczególnych lat

### 2011
- Gospodarstwa 1 osobowe – 500,68 zł, dwuosobowe – 421,01 na osobę;
- Gospodarstwa z dziećmi:
  - Rodziny z 1 dzieckiem starszym – 443 zł na osobę,
  - Rodzina 4 osobowa (2 dzieci) – 426 zł na głowę (1 703 zł na całą rodzinę),
  - Rodzina z trójką dzieci  – 438,63 na osobę (2193 zł na całą rodzinę)
- Gospodarstwo emeryckie:
  - 1 osobowe – 474,20 zł,
  - dwuosobowe – 394,54 zł na osobę

Porównanie kwot gospodarstw jednoosobowych emeryckich oraz osób w wieku produkcyjnym pokazuje różnicę 25 zł. Mieszczą się w niej zwiększone wydatki na leki, a zmniejszone wydatki na żywność u emerytów.
W 2011 roku w Polsce wartość minimum egzystencji dla samotnej osoby dorosłej wyniosła 500,68 zł, a dla emeryta 474,20 zł. Gospodarstwa z dziećmi: rodziny z dzieckiem starszym – 443 zł na osobę. Gospodarstwa emeryckie: 2 osobowe – 394,54 zł.
Kwota odpowiadająca wartości koszyka minimum egzystencji wyznacza granicę ubóstwa skrajnego (absolutnego).

### 2017
- Gospodarstwa 1 osobowe – 574,01 zł; dwuosobowe – 483,40 zł na osobę;
- Gospodarstwa z dziećmi:
  - Rodziny z 1 dzieckiem starszym – 507,42 na osobę,
  - Rodzina 4 osobowa (2 dzieci) – 488,60 zł na osobę (1 954,39 na rodzinę),
  - Rodzina z trójką dzieci – 502,22 zł na osobę (2511 zł na rodzinę)
- Gospodarstwo emeryckie:
  - 1 osobowe – 544,03 zł,
  - 2 osobowe – 453,41 zł na osobę (907 zł na gosp.)[3].

W rodzinach żyjących na poziomie minimum egzystencji w porównaniu z rodzinami z minimum socjalnym  mniejsze są koszty  eksploatacji mieszkania, środków czystości, kupna odzieży. Nie występują lub są znacznie mniejsze koszty związane z potrzebami kulturalnymi, wydatkami na transport i łączność (opłaty za telefony komórkowe i internet).

## Rodzina w latach 1993 - 2017
Rodzina z 2 dzieci
Tabela przedstawia, jak kształtował się wzrost minimum egzystencji dla rodziny 4 osobowej (mężczyzna, kobieta, dziecko młodsze 4-6 lat, dziecko starsze 13-15 lat) w ujęciu miesięcznym na gospodarstwo domowe. W skład koszyka weszły żywność, opłaty za mieszkanie, eksploatacje, wyposażenie, edukacja dzieci, odzież, leki.

| rok  | kwota w zł |
| ---- | ---------- |
| 1993 | 270,64     |
| 1994 | 382,14     |
| 1995 | 516,40     |
| 1996 | 615,20     |
| 1997 | 726,84     |
| 1998 | 863,51     |
| 1999 | 955,33     |
| 2000 | 1 062,54   |
| 2001 | 1 107,70   |
| 2002 | 1 147,42   |
| 2003 | 1 153,12   |
| 2004 | 1 210,12   |
| 2005 | 1 260,86   |
| 2006 | 1 281,24   |
| 2007 | 1 334,58   |
| 2008 | 1 401,99   |
| 2009 | 1 509,36   |
| 2010 | 1 607,93   |
| 2011 | 1 702,96   |
| 2012 | 1 771,96   |
| 2013 | 1 850,85   |
| 2014 | 1 855,16   |
| 2015 | 1 856,45   |
| 2016 | 1 888,14   |
| 2017 | 1 954,39   |

## Ubóstwo absolutne
To pojęcie stosowane również w statystykach międzynarodowych na oznaczenie krańcowej biedy. Skrajnie (absolutnie) ubogim jest ten, kto może wydać na swoje utrzymanie mniej niż równowartość jednego dolara dziennie (w Polsce jest to 2,5 raza więcej). Ograniczenie o połowę liczby ludzi, którzy cierpią głód lub skrajne ubóstwo jest pierwszym zadaniem na liście Milenijnych Celów Rozwoju ONZ do roku 2015. Zgodnie z raportem MDG cel ten został osiągnięty znacznie wcześniej niż planowano. Obecnie (2015 r.) takich osób jest na świecie około 800 mln, podczas gdy w roku 1990 liczba ta wynosiła około 2 mld, czyli prawie 1/3 ludzkości. Większość stanowią mieszkańcy Afryki i Azji Południowej.